# 瓦韦尔区
瓦韦尔区（波蘭語：Wawer，波蘭語發音：[ˈvavɛr]）是波蘭首都華沙的一個地區，位於華沙市轄區東南部。維斯瓦河是瓦沃區的東界。瓦韦尔區成立於2002年10月27日。